# Sezn@mka
Snímek Sezn@mka [seznamka] je český komediální debut scenáristky, režisérky a producentky Zity Marinovové z prostředí internetové seznamky, uvedená roku 2016. Tento inferiorní produkt polistopadového období filmového průmyslu představuje propadák.

## Děj
Hrdinka Hedvika a další klientky internetové seznamovací agentury zjišťují, že všechny protějšky, které jim seznamka přihrála, jsou stiženi „kretenismem“; tito v nich pro změnu objevují „krávy“. A aby majitel Kristián napravil renomé své firmy a uhladil dojem, vybírá si milenky z řad těchto nasupených dam; tak se stane, že si začne s Hedvikou, kamarádkou své ženy Báry (dosud se nepotkali). Netrvá dlouho a nastává čas ženské pomsty na stárnoucím seladonovi; mezitím se chystá seznamovací pobyt (workshop) na Kanárských ostrovech. Z něj nakonec sejde, ale téměř každý si v Atlantiku někoho nabalí.

## Přijetí
Kritika Sezn@mku ztrhala; dle Mirky Spáčilové (MF Dnes / iDnes.cz) se tímto „spíš úkazem než filmem, […] vyztuženým kvanty sponzorských výrobků“, suterén českého filmu znovu prokopal ještě větší hloubky (udělila mu 15 % – deset procent tvoří úlitba prvotině a pět procent za zaostřené záběry). Věra Míšková (Právo / Novinky.cz) zmiňovala opravdu hloupoučkou historku, kterou Zita Marinovová nazvala filmovým scénářem, i její dokonalé neumětelství, kvůli kterému všichni aktéři hrají příšerně („pitvoří se do kamery“).

## Obsazení
| Jiří Langmajer         | Kristián alias Viktor |
| Adéla Gondíková        | Bára                  |
| Zuzana Kajnarová       | Hedvika               |
| Marie Doležalová       | Kateřina              |
| Kateřina Klausová      | Hanka                 |
| Ladislav Hampl         | Ondřej                |
| Petr Vondráček         | Lukáš                 |
| Lukáš Pavlásek         | Libor                 |
| Martin Kraus           | David                 |
| Jaroslava Obermaierová | toaletářka            |
| Iva Kubelková          | lékařka               |
| Karel Zima             | Michal                |
| Jaromír Nosek          | Standa                |